# Llista de vols espacials no tripulats a l'Estació Espacial Internacional
Els vols espacials no tripulats a l'Estació Espacial Internacional (EEI) van ser realitzats bàsicament per lliurar subministraments, no obstant això diversos mòduls russos també s'han acoblat després de llançaments no tripulats. En les missions d'abastiment típicament s'utilitzen naus espacials russes Progress, els Automated Transfer Vehicles europeus, i els vehicles Kounotori japonesos. El sistema d'acoblament primari de la nau espacial Progress és el sistema automatitzat Kurs, amb el sistema manual TORU com a alternativa. Els ATVs també fan servir el Kurs, però, no estan equipats amb TORU. Les Progress i els ATV poden romandre acoblades fins a sis mesos. La nau espacial Kounotori es va retrobar amb l'estació, abans de ser capturat pel Canadarm2, i posteriorment atracat al port de nadir del mòdul Harmony per un a dos mesos. Fins al 2012, les naus espacials Progress han volat en la majoria de missions no tripulades a l'EEI.

## Centres Espacials

### Cosmòdrom de Baikonur
El Cosmòdrom de Baikonur a Rússia és el port espacial més antic i concorregut. El primer mòdul de l'EEI va ser llançat des de la Plataforma 81 del Cosmòdrom de Baikonur amb la nau espacial robòtica Zarià en el 1998 i va volar sense tripulació durant dos anys abans que arribés la primera tripulació. Les naus Progress són les més freqüents per enviar subministraments des de Baikonur a l'estació, portant subministraments com ara aliments, combustible, gas, experiments i parts. La seva càrrega útil lleugera es veu compensada per la seva capacitat per lliurar peces de recanvi essencials a curt termini. La fruita i verdures de la terra són una part important de la dieta de la tripulació.

### Centre Espacial de Tanegashima

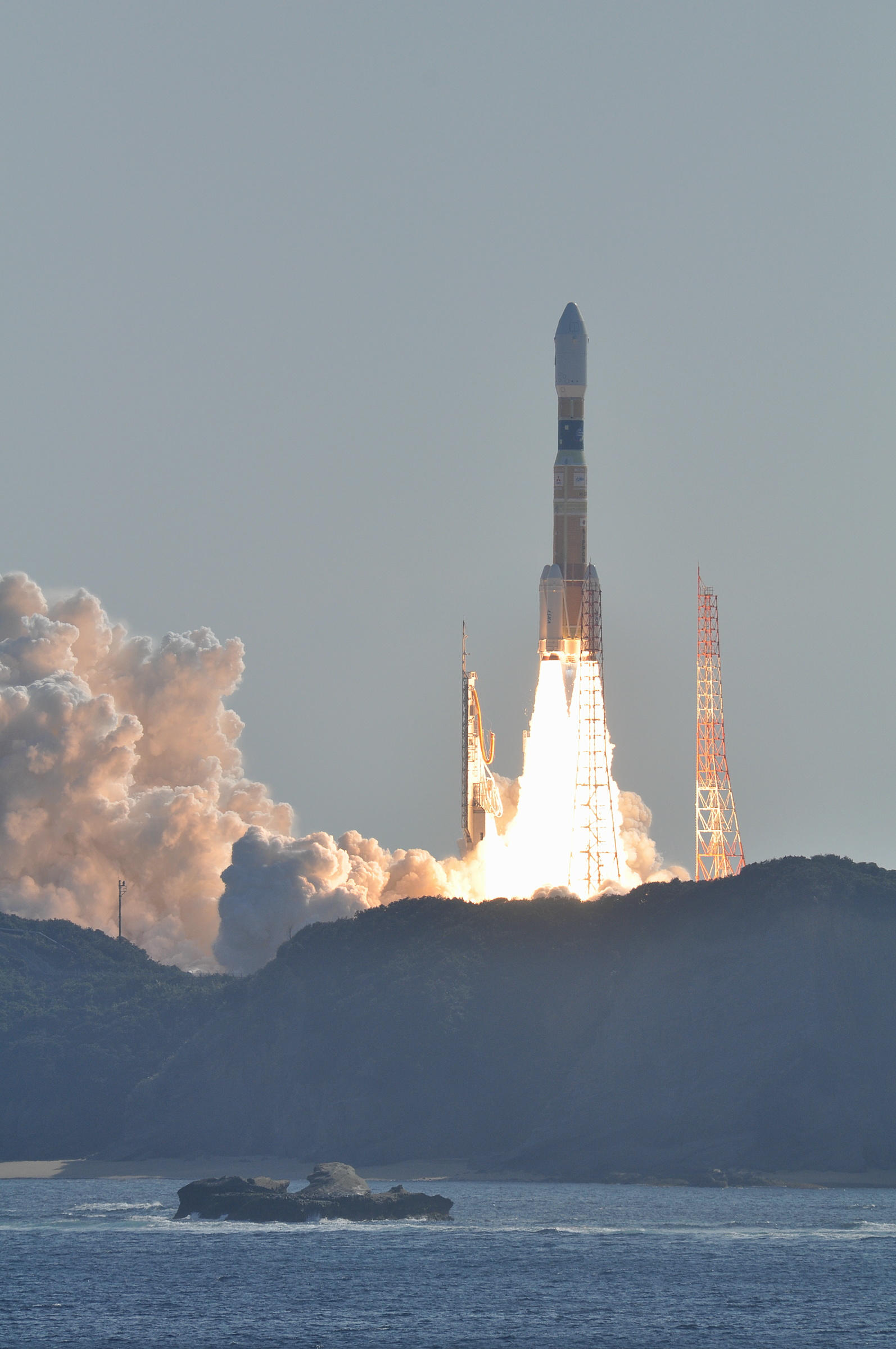
El Kounotori embarcant-se des del centre espacial de Tanegashima amb destinació a l'Estació Espacial Internacional

Ubicat al Japó, concretament en una illa a 115 km al sud de Kyūshū, el Centre Espacial de Tanegashima (Tanegashima Space Center o TCS) és la zona de llançament pel H-II Transfer Vehicle (HTV), anomenat Kounotori (こうのとり, Cigonya oriental o Cigonya blanca), utilitzat per abastir el Kibō Japanese Experiment Module (JEM) i l'EEI. El nom Kounotori va ser escollit com a HTV per la JAXA perquè "una cigonya blanca porta una imatge de transmetre alguna cosa important (un nadó, la felicitat i altres coses alegres), per tant, precisament expressa la missió del HTV per al transport de materials essencials per a l'EEI".
La Cigonya Blanca pot portar 7.000 a 7.600 quilograms de càrrega en total, que d'uns 5.000–6.000 quilograms és accessible per la tripulació en la secció pressuritzada, la resta és gas, combustible i aigua transferits a través de canonades.

### Centre Espacial de Guaiana
L'Agència Espacial Europea (ESA) utilitza el Centre Espacial de Guaiana o, més comunament, Centre Spatial Guyanais (CSG). És una base espacial francesa a prop de Kourou a la Guaiana Francesa. Va començar a operar des del 1968, és particularment adequat com a lloc per a un port espacial per la seva proximitat a la línia equatorial, i els llançaments són en una direcció favorable sobre l'aigua. La localització gairebé equatorial del llançament ofereix un avantatge per als llançaments a baixa inclinació en òrbites terrestres (o geoestacionàries) comparat amb els llançaments des de bases espacials de més alta latitud, l'impuls de l'est proporcionat per la rotació de la Terra és d'uns 463 metres per segon en aquesta base.
Els Vehicles de Transferència Automatitzats de l'ESA pesen 20,7 tones (20.700 kg) en el llançament i la capacitat de càrrega és de 8 tones (8.000 kg), de 1.500 a 5.500 quilograms de càrrega seca, fins a 1.000 kg d'aigua, nitrogen, oxigen i aire), amb fins a dos gasos per vol, arribant a les 4.700 quilograms de combustible reimpulsant i abastint de combustible l'estació.

### Cap Canaveral
El Cape Canaveral Air Force Station, ubicat a Florida, EUA, opera des del 1950; amb el seu primer llançament orbital en el 1958. Totes les missions tripulades Mercury i Gemini de la NASA van ser llançades des del Cap, juntament amb algunes de les primeres missios Apollo. El Cap Canaveral és adjacent al Kennedy Space Center, on van partir la majoria de les missions Apollo i totes les missions del Transbordador Espacial. Sota contracte amb la NASA, SpaceX llança la nau espacial Dragon per abastir la part nord-americana de la EEI. El Dragon pot transportar 6000 kg de càrrega pressuritzada i no pressuritzada i pot retornar 3000 kg a la Terra. És l'únic vehicle d'abastiment no tripulat capaç de retornar una càrrega útil.

### Mid-Atlantic Regional Spaceport
El Mid-Atlantic Regional Spaceport, situat a Wallops Island, Virgínia, EUA, és el lloc de llançament de la nau espacial Cygnus d'Orbital Sciences per abastir la part americana de l'EEI.

## Vols espacials actuals i finalitzats
Aquesta és una llista dels vols espacials no tripulats a l'Estació Espacial Internacional. Els vols espacials de muntatge de l'estació són indicats en text negreta.
| Núm. | Nau espacial -Número de vol a l'EEI         | País                 | Missió                                                   | Llançador        | Llançament (UTC)               | Acoblat/Atracat (UTC) † | Desacoblat/Desatracat (UTC) | Duració (Acoblat) | Desorbitat |
| ---- | ------------------------------------------- | -------------------- | -------------------------------------------------------- | ---------------- | ------------------------------ | --- | --- | --- | --- |
| 1    | Zarià - ISS-1A/R                            | Rússia/ Estats Units | Emmagatzematge de càrrega                                | Proton-K         | 20 de nov de 1998, 06:40       | Primer mòdul, va assolir l'òrbita de l'EEI 25 de nov de 1998                                                                                                  | Primer mòdul de l'EEI | N/A | N/A |
| 2    | Zvezda - ISS-1R                             | Rússia               | Mòdul de servei                                          | Proton-K         | 12 de jul de 2000, 04:56       | 26 de jul de 2000, 00:44 | roman acoblat a l'EEI | N/A | N/A |
| 3    | Progress M1-3 - ISS-1P                      | Rússia               | Logística                                                | Soiuz-U          | 6 d'agost de 2000, 18:26       | 8 d'agost de 2000, 20:12 | 1 de nov de 2000, 04:04 | 84 dies, 7 h, 51 min | 1 de nov de 2000                                                                                                |
| 4    | Progress M1-4 - ISS-2P                      | Rússia               | Logística                                                | Soiuz-U          | 16 de nov de 2000, 01:32       | 18 de nov de 2000, 03:47 | 1 de des de 2000, 16:22 | 13 dies, 12 h, 35 min | 8 de feb de 2001                                                                                                |
| 4    | Progress M1-4 - ISS-2P                      | Rússia               | Logística                                                | Soiuz-U          | 16 de nov de 2000, 01:32       | 26 de des de 2000, 11:03 | 8 de feb de 2001, 11:26 | 44 dies, 23 minutes | 8 de feb de 2001                                                                                                |
| 5    | Progress M-44 - ISS-3P                      | Rússia               | Logística                                                | Soiuz-U          | 26 de feb de 2001, 08:09       | 28 de feb de 2001, 09:50 | 16 d'abril de 2001, 08:48 | 46 dies, 22 h, 58 min | 16 d'abril de 2001                                                                                              |
| 6    | Progress M1-6 - ISS-4P                      | Rússia               | Logística                                                | Soiuz-FG         | 20 de mai de 2001, 22:32       | 23 de mai de 2001, 00:24 | 22 d'agost de 2001, 06:02 | 91 dies, 5 h, 38 min | 22 d'agost de 2001                                                                                              |
| 7    | Progress M-45 - ISS-5P                      | Rússia               | Logística                                                | Soiuz-U          | 21 d'agost de 2001, 09:24      | 23 d'agost de 2001, 09:51 | 22 de nov de 2001, 16:12 | 91 dies, 6 h, 21 min | 22 de nov de 2001                                                                                               |
| 8    | Pirs - ISS-4R                               | Rússia               | Mòdul de cambra d'aire                                   | Soiuz-U          | 14 de set de 2001, 23:35       | 17 de set de 2001, 01:05 | roman acoblat a l'EEI | N/A | N/A |
| 8    | Progress M-SO1 - ISS-4R                     | Rússia               | Va lliurar la Pirs                                       | Soiuz-U          | 14 de set de 2001, 23:35       | 17 de set de 2001, 01:05 | 26 de set de 2001, 15:36 | 9 dies, 14 h, 31 min | 26 de set de 2001                                                                                               |
| 9    | Progress M1-7 - ISS-6P                      | Rússia               | Logística                                                | Soiuz-FG         | 26 de nov de 2001, 18:24       | 28 de nov de 2001, 19:43 | 19 de mar de 2002, 17:43 | 110 dies, 22 h | 20 de mar de 2002                                                                                               |
| 10   | Progress M1-8 - ISS-7P                      | Rússia               | Logística                                                | Soiuz-U          | 21 de mar de 2002, 20:13       | 24 de mar de 2002, 20:57 | 25 de jun de 2002, 08:26 | 92 dies, 11 h, 29 min | 25 de jun de 2002                                                                                               |
| 11   | Progress M-46 - ISS-8P                      | Rússia               | Logística                                                | Soiuz-U          | 26 de jun de 2002, 05:36       | 29 de jun de 2002, 06:23 | 24 de set de 2002, 13:59 | 87 dies, 7 h, 36 min | 14 d'octubre de 2002                                                                                            |
| 12   | Progress M1-9 - ISS-9P                      | Rússia               | Logística                                                | Soiuz-FG         | 25 de set de 2002, 16:58       | 29 de set de 2002, 17:00 | 1 de feb de 2003, 16:00 | 124 dies, 23 h | 1 de feb de 2003                                                                                                |
| 13   | Progress M-47 - ISS-10P                     | Rússia               | Logística                                                | Soiuz-U          | 2 de feb de 2003, 12:59        | 4 de feb de 2003, 14:49 | 28 d'agost de 2003, 22:48 | 205 dies, 7 h, 59 min | 28 d'agost de 2003                                                                                              |
| 14   | Progress M1-10 - ISS-11P                    | Rússia               | Logística                                                | Soiuz-U          | 8 de jun de 2003, 10:34        | 11 de jun de 2003, 11:15 | 4 de set de 2003, 19:41 | 85 dies, 8 h, 26 min | 3 d'octubre de 2003                                                                                             |
| 15   | Progress M-48 - ISS-12P                     | Rússia               | Logística                                                | Soiuz-U          | 29 d'agost de 2003, 01:48      | 31 d'agost de 2003, 03:40 | 28 de gen de 2004, 08:35 | 150 dies, 4 h, 55 min | 28 de gen de 2004                                                                                               |
| 16   | Progress M1-11 - ISS-13P                    | Rússia               | Logística                                                | Soiuz-U          | 29 de gen de 2004, 11:58       | 31 de gen de 2004, 13:13 | 24 de mai de 2004, 09:19 | 113 dies, 20 h, 6 min | 3 de jun de 2004                                                                                                |
| 17   | Progress M-49 - ISS-14P                     | Rússia               | Logística                                                | Soiuz-U          | 25 de mai de 2004, 12:34       | 27 de mai de 2004, 13:54 | 30 de jul de 2004, 06:05 | 63 dies, 16 h, 11 min | 30 de jul de 2004                                                                                               |
| 18   | Progress M-50 - ISS-15P                     | Rússia               | Logística                                                | Soiuz-U          | 11 d'agost de 2004, 05:03      | 14 d'agost de 2004, 05:03 | 22 de des de 2004, 18:37 | 130 dies, 13 h, 34 min | 22 de des de 2004                                                                                               |
| 19   | Progress M-51 - ISS-16P                     | Rússia               | Logística                                                | Soiuz-U          | 23 de des de 2004, 22:19       | 25 de des de 2004, 23:58 | 27 de feb de 2005, 16:07 | 63 dies, 16 h, 9 min | 9 de mar de 2005                                                                                                |
| 20   | Progress M-52 - ISS-17P                     | Rússia               | Logística                                                | Soiuz-U          | 28 de feb de 2005, 19:09       | 2 de mar de 2005, 19:10 | 16 de jun de 2005, 20:15 | 106 dies, 1 h, 5 min | 16 de jun de 2005                                                                                               |
| 21   | Progress M-53 - ISS-18P                     | Rússia               | Logística                                                | Soiuz-U          | 16 de jun de 2005, 23:09       | 19 de jun de 2005, 00:45 | 7 de set de 2005, 06:26 | 80 dies, 5 h, 41 min | 7 de set de 2005                                                                                                |
| 22   | Progress M-54 - ISS-19P                     | Rússia               | Logística                                                | Soiuz-U          | 8 de set de 2005, 09:08        | 10 de set de 2005, 10:42 | 3 de mar de 2006, 10:06 | 173 dies, 23 h, 24 min | 3 de mar de 2006                                                                                                |
| 23   | Progress M-55 - ISS-20P                     | Rússia               | Logística                                                | Soiuz-U          | 21 de des de 2005, 18:38       | 23 de des de 2005, 19:46 | 19 de jun de 2006, 14:06 | 177 dies, 18 h, 21 min | 19 de jun de 2006                                                                                               |
| 24   | Progress M-56 - ISS-21P                     | Rússia               | Logística                                                | Soiuz-U          | 24 d'abril de 2006, 16:03      | 26 d'abril de 2006, 16:12 | 19 de set de 2006, 00:28 | 145 dies, 6 h, 47 min | 19 de set de 2006                                                                                               |
| 25   | Progress M-57 - ISS-22P                     | Rússia               | Logística                                                | Soiuz-U          | 24 de jun de 2006, 15:08       | 26 de jun de 2006, 16:24 | 16 de gen de 2007, 23:32 | 204 dies, 7 h, 8 min | 17 de gen de 2007                                                                                               |
| 26   | Progress M-58 - ISS-23P                     | Rússia               | Logística                                                | Soiuz-U          | 23 d'octubre de 2006, 13:41    | 26 d'octubre de 2006, 14:28 | 27 de mar de 2007, 18:00 | 152 dies, 3 h, 32 min | 27 de mar de 2007                                                                                               |
| 27   | Progress M-59 - ISS-24P                     | Rússia               | Logística                                                | Soiuz-U          | 18 de gen de 2007, 02:12       | 20 de gen de 2007, 03:58 | 1 d'agost de 2007, 14:07 | 193 dies, 10 h, 9 min | 1 d'agost de 2007                                                                                               |
| 28   | Progress M-60 - ISS-25P                     | Rússia               | Logística                                                | Soiuz-U          | 12 de mai de 2007, 03:25       | 15 de mai de 2007, 05:10 | 19 Sep 2007, 00:37 | 126 dies, 19 h, 27 min | 25 de set de 2007                                                                                               |
| 29   | Progress M-61 - ISS-26P                     | Rússia               | Logística                                                | Soiuz-U          | 2 d'agost de 2007, 17:34       | 5 d'agost de 2007, 18:40 | 22 de des de 2007, 04:00 | 138 dies, 9 h, 20 min | 22 de gen de 2008                                                                                               |
| 30   | Progress M-62 - ISS-27P                     | Rússia               | Logística                                                | Soiuz-U          | 23 de des de 2007, 07:12       | 26 de des de 2007, 08:14 | 4 de feb de 2008, 10:32 | 40 dies, 2 h, 18 min | 15 de feb de 2008                                                                                               |
| 31   | Progress M-63 - ISS-28P                     | Rússia               | Logística                                                | Soiuz-U          | 5 de feb de 2008, 13:02        | 7 de feb de 2008, 14:30 | 7 d'abril de 2008, 08:49 | 59 dies, 18 h, 19 min | 7 d'abril de 2008                                                                                               |
| 32   | Jules Verne - ATV-1                         | Unió Europea         | Logística                                                | Ariane 5ES       | 9 de mar de 2008, 04:03        | 3 d'abril de 2008, 14:45 | 5 de set de 2008, 21:29 | 155 dies, 6 h, 44 min | 29 de set de 2008                                                                                               |
| 33   | Progress M-64 - ISS-29P                     | Rússia               | Logística                                                | Soiuz-U          | 14 de mai de 2008, 20:22       | 16 de mai de 2008, 21:39 | 1 de set de 2008, 19:47 | 107 dies, 22 h, 8 min | 8 de set de 2008                                                                                                |
| 34   | Progress M-65 - ISS-30P                     | Rússia               | Logística                                                | Soiuz-U          | 10 de set de 2008, 19:50       | 17 de set de 2008, 18:43 | 14 de nov de 2008, 16:19 | 57 dies, 21 h, 36 min | 7 de des de 2008                                                                                                |
| 35   | Progress M-01M - ISS-31P                    | Rússia               | Logística                                                | Soiuz-U          | 26 de nov de 2008, 12:38       | 30 de nov de 2008, 12:28 | 6 de feb de 2009, 04:10 | 67 dies, 15 h, 42 min | 8 de feb de 2009                                                                                                |
| 36   | Progress M-66 - ISS-32P                     | Rússia               | Logística                                                | Soiuz-U          | 10 de feb de 2009, 05:49:46    | 13 de feb de 2009, 07:18 | 6 de mai de 2009, 15:17 | 82 dies, 7 h, 59 min | 18 de mai de 2009                                                                                               |
| 37   | Progress M-02M - ISS-33P                    | Rússia               | Logística                                                | Soiuz-U          | 7 de mai de 2009, 18:37:09     | 12 de mai de 2009, 19:24:23 | 30 de jun de 2009, 18:29:43 | 53 dies, 23 h, 52 min | 13 de jul de 2009                                                                                               |
| 38   | Progress M-67 - ISS-34P                     | Rússia               | Logística                                                | Soiuz-U          | 24 de jul de 2009, 10:56:53    | 29 de jul de 2009, 11:12 | 21 de set de 2009, 07:25 | 53 dies, 20 h, 13 min | 27 de set de 2009                                                                                               |
| 39   | HTV-1                                       | Japó                 | Logística                                                | H-IIB            | 10 de set de 2009, 17:01:56    | 17 de set de 2009, 22:12 | 30 d'octubre de 2009, 15:18 | 42 dies, 17 h, 6 min | 1 de nov de 2009                                                                                                |
| 40   | Progress M-03M - ISS-35P                    | Rússia               | Logística                                                | Soiuz-U          | 15 d'octubre de 2009, 01:14:37 | 18 d'octubre de 2009, 01:40 | 22 d'abril de 2010, 16:32 | 186 dies, 14 h, 52 min | 27 d'abril de 2010                                                                                              |
| 41   | Poisk - ISS-5R                              | Rússia               | Cambra d'aire per a EVAs                                 | Soiuz-U          | 10 de nov de 2009, 14:22:04    | 12 de nov de 2009, 15:44 | roman acoblat a l'EEI | N/A | N/A |
| 41   | Progress M-MIM2 - ISS-5R                    | Rússia               | Va lliurar el Poisk                                      | Soiuz-U          | 10 de nov de 2009, 14:22:04    | 12 de nov de 2009, 15:44 | 8 de des de 2009, 00:16 | 25 dies, 8 h, 32 min | 8 de des de 2009                                                                                                |
| 42   | Progress M-04M - ISS-36P                    | Rússia               | Logística                                                | Soiuz-U          | 3 de feb de 2010, 03:45:31     | 5 de feb de 2010, 04:26 | 10 de mai de 2010, 11:16 | 94 dies, 6 h, 50 min | 1 de jul de 2010                                                                                                |
| 43   | Progress M-05M - ISS-37P                    | Rússia               | Logística                                                | Soiuz-U          | 28 d'abril de 2010, 17:15:09   | 1 de mai de 2010, 18:32 | 25 d'octubre de 2010, 14:22 | 176 dies, 19 h, 50 min | 15 de nov de 2010                                                                                               |
| 44   | Progress M-06M - ISS-38P                    | Rússia               | Logística                                                | Soiuz-U          | 30 de jun de 2010, 15:35:15    | 4 de jul de 2010, 16:17 | 31 d'agost de 2010, 11:21 | 57 dies, 19 h, 4 min | 6 de set de 2010                                                                                                |
| 45   | Progress M-07M - ISS-39P                    | Rússia               | Logística                                                | Soiuz-U          | 10 de set de 2010, 10:22:58    | 12 de set de 2010, 11:57 | 20 de feb de 2011, 13:12 | 161 dies, 1 h, 15 min | 20 de feb de 2011                                                                                               |
| 46   | Progress M-08M - ISS-40P                    | Rússia               | Logística                                                | Soiuz-U          | 27 d'octubre de 2010, 15:11:50 | 30 d'octubre de 2010, 16:36 | 24 de gen de 2011, 00:42 | 85 dies, 8 h, 6 min | 24 de gen de 2011                                                                                               |
| 47   | Kounotori 2 - HTV-2                         | Japó                 | Logística                                                | H-IIB            | 22 de gen de 2011, 05:37:57    | 27 de gen de 2011, 14:51 | 28 de mar de 2011, 13:43 | 59 dies, 22 h, 52 min | 30 de mar de 2011                                                                                               |
| 48   | Progress M-09M - ISS-41P                    | Rússia               | Logística                                                | Soiuz-U          | 28 de gen de 2011, 01:31:39    | 30 de gen de 2011, 02:39 | 22 d'abril de 2011, 11:41 | 82 dies, 9 h, 2 min | 26 d'abril de 2011                                                                                              |
| 49   | Johannes Kepler - ATV-2                     | Unió Europea         | Logística                                                | Ariane 5ES       | 16 de feb de 2011, 21:50:55    | 24 de feb de 2011, 15:59 | 20 de jun de 2011, 14:46 | 115 dies, 22 h, 47 min | 21 de jun de 2011                                                                                               |
| 50   | Progress M-10M - ISS-42P                    | Rússia               | Logística                                                | Soiuz-U          | 27 d'abril de 2011, 13:05:22   | 29 d'abril de 2011, 14:28 | 29 d'octubre de 2011, 09:04 | 182 dies, 18 h, 36 min | 29 d'octubre de 2011                                                                                            |
| 51   | Progress M-11M - ISS-43P                    | Rússia               | Logística                                                | Soiuz-U          | 21 de jun de 2011, 14:38:15    | 23 de jun de 2011, 16:37 | 23 d'agost de 2011, 09:34 | 60 dies, 17 h, 0 min | 1 de set de 2011                                                                                                |
| 52   | Progress M-12M - ISS-44P                    | Rússia               | Logística                                                | Soiuz-U          | 24 d'agost de 2011, 13:00:08   | Va fracassar en assolir l'òrbita | Va fracassar en assolir l'òrbita | Va fracassar en assolir l'òrbita | Va fracassar en assolir l'òrbita                                                                                |
| 53   | Progress M-13M - ISS-45P                    | Rússia               | Logística                                                | Soiuz-U          | 30 d'octubre de 2011, 10:11:13 | 2 de nov de 2011, 11:41 | 23 de gen de 2012, 22:09 | 82 dies, 10 h, 28 min | 25 de gen de 2012                                                                                               |
| 54   | Progress M-14M - ISS-46P                    | Rússia               | Logística                                                | Soiuz-U          | 25 de gen de 2012, 23:06:40    | 28 de gen de 2012, 00:09 | 19 d'abril de 2012, 11:04 | 82 dies, 10 h, 55 min | 28 d'abril de 2012                                                                                              |
| 55   | Edoardo Amaldi - ATV-3                      | Unió Europea         | Logística                                                | Ariane 5ES       | 23 de mar de 2012, 04:34:04    | 28 de mar de 2012, 22:31 | 28 de set de 2012, 21:44 | 183 dies, 23 h, 13 min | 3 d'octubre de 2012                                                                                             |
| 56   | Progress M-15M - ISS-47P                    | Rússia               | Logística                                                | Soiuz-U          | 20 d'abril de 2012, 12:50:24   | 22 d'abril de 2012, 14:36 | 22 de jul de 2012, 20:26 | 91 dies, 5 h, 50 min | 20 d'agost de 2012                                                                                              |
| 56   | Progress M-15M - ISS-47P                    | Rússia               | Logística                                                | Soiuz-U          | 20 d'abril de 2012, 12:50:24   | 29 de jul de 2012, 01:01 | 30 de jul de 2012, 21:19 | 1 dia, 20 h, 18 min | 20 d'agost de 2012                                                                                              |
| 57   | Dragon C2+ - CRS SpX-D                      | Estats Units         | Logística                                                | Falcon 9         | 22 de mai de 2012, 07:44:38    | 25 de mai de 2012, 16:02 | 31 de mai de 2012, 08:07 | 5 dies, 16 h, 5 min | 31 de mai de 2012                                                                                               |
| 58   | Kounotori 3 - HTV-3                         | Japó                 | Logística                                                | H-IIB            | 21 de jul de 2012, 02:06:18    | 27 de jul de 2012, 14:34 | 12 de set de 2012, 11:50 | 46 dies, 21 h, 16 min | 14 de set de 2012                                                                                               |
| 59   | Progress M-16M - ISS-48P                    | Rússia               | Logística                                                | Soiuz-U          | 1 d'agost de 2012, 19:35:13    | 2 d'agost de 2012, 01:18 | 9 de feb de 2013, 13:15 | 191 dies, 11 h, 57 min | 9 de feb de 2013                                                                                                |
| 60   | Dragon C3 - CRS SpX-1                       | Estats Units         | Logística                                                | Falcon 9         | 7 d'octubre de 2012, 00:35:00  | 10 d'octubre de 2012, 13:03 | 28 d'octubre de 2012, 11:19 | 17 dies, 22 h, 16 min | 28 d'octubre de 2012                                                                                            |
| 61   | Progress M-17M - ISS-49P                    | Rússia               | Logística                                                | Soiuz-U          | 31 oct 2012, 07:41:19          | 31 oct 2012, 13:33 | 15 abr 2013, 12:02 | 165 dies, 22 h, 29 min | 21 abr 2013 |
| 62   | Progress M-18M - ISS-50P                    | Rússia               | Logística                                                | Soiuz-U          | 11 feb 2013, 14:41:46          | 11 feb 2013, 20:35 | 25 jul 2013, 20:43 | 164 dies, 8 min | 26 jul 2013 |
| 63   | SpaceX CRS-2 - CRS SpX-2                    | Estats Units         | Logística                                                | Falcon 9         | 1 mar 2013, 15:10:13           | 3 mar 2013, 13:56 | 26 mar 2013, 08:10 | 22 dies, 18 h, 14 min | 26 mar 2013 |
| 64   | Progress M-19M - ISS-51P                    | Rússia               | Logística                                                | Soiuz-U          | 24 abr 2013, 10:12:16          | 26 abr 2013, 12:25 | 11 jun 2013, 13:58 | 46 dies, 1 h, 33 min | 19 jun 2013 |
| 65   | Albert Einstein - ATV-4                     | Unió Europea         | Logística                                                | Ariane 5ES       | 5 jun 2013, 21:52:11           | 15 jun 2013, 14:07 | 28 oct 2013, 08:55 | 134 dies, 18 h, 48 min | 2 nov 2013 |
| 66   | Progress M-20M - ISS-52P                    | Rússia               | Logística                                                | Soiuz-U          | 27 jul 2013, 20:45:08          | 28 jul 2013, 02:26 | 3 feb 2014, 16:21 | 190 dies, 13 h, 55 min | 11 feb 2014 |
| 67   | Kounotori 4 - HTV-4                         | Japó                 | Logística                                                | H-IIB            | 3 ago 2013, 19:48:46           | 9 ago 2013, 15:38 | 4 set 2013, 12:07 | 25 dies, 20 h, 29 min | 7 set 2013 |
| 68   | Cygnus Orb-D1 - CRS Orb-D                   | Estats Units         | Logística                                                | Antares          | 18 set 2013, 14:58:02          | 29 set 2013, 12:44 | 22 oct 2013, 10:04 | 22 dies, 21 h, 20 min | 23 oct 2013 |
| 69   | Progress M-21M - ISS-53P                    | Rússia               | Logística                                                | Soiuz-U          | 25 nov 2013, 20:53:06          | 29 nov 2013, 22:30 | 23 abr 2014, 08:58 | 144 dies, 10 h, 28 min | 9 jun 2014 |
| 69   | Progress M-21M - ISS-53P                    | Rússia               | Logística                                                | Soiuz-U          | 25 nov 2013, 20:53:06          | 25 abr 2014, 12:13 | 9 jun 2014, 13:29 | 46 dies, 1 h, 16 min | 9 jun 2014 |
| 70   | Cygnus CRS Orb-1 - CRS Orb-1                | Estats Units         | Logística                                                | Antares          | 9 gen 2014, 18:07:05           | 12 gen 2014, 13:05 | 18 feb 2014, 10:25 | 36 dies, 21 h, 20 min | 19 feb 2014 |
| 71   | Progress M-22M - ISS-54P                    | Rússia               | Logística                                                | Soiuz-U          | 5 feb 2014, 16:23:32           | 5 feb 2014, 22:22 | 7 abr 2014, 13:58 | 60 dies, 15 h, 36 min | 18 abr 2014 |
| 72   | Progress M-23M - ISS-55P                    | Rússia               | Logística                                                | Soiuz-U          | 9 abr 2014, 15:26:27           | 9 abr 2014, 21:14 | 21 jul 2014, 21:44 | 103 dies, 0 h, 30 min | 31 jul 2014 |
| 73   | SpaceX CRS-3 - CRS SpX-3                    | Estats Units         | Logística                                                | Falcon 9         | 18 abr 2014, 19:25:22          | 20 abr 2014, 14:06 | 18 mai 2014, 11:55 | 27 dies, 21 h, 49 min | 18 mai 2014 |
| 74   | Cygnus CRS Orb-2 - CRS Orb-2                | Estats Units         | Logística                                                | Antares          | 13 jul 2014, 16:52:14          | 16 jul 2014, 12:53 | 15 ago 2014, 09:14 | 29 dies, 20 h, 21 min | 17 ago 2014 |
| 75   | Progress M-24M - ISS-56P                    | Rússia               | Logística                                                | Soiuz-U          | 23 jul 2014, 21:44:44          | 24 jul 2014, 03:31 | 27 oct 2014, 05:38 | 95 dies, 2 h, 7 min | 19 nov 2014 |
| 76   | Georges Lemaître - ATV-5                    | Unió Europea         | Logística                                                | Ariane 5ES       | 29 jul 2014, 23:47:38          | 12 ago 2014, 13:30 | 14 feb 2015, 13:42 | 186 dies, 0 h, 12 min | 15 feb 2015 |
| 77   | SpaceX CRS-4 - CRS SpX-4                    | Estats Units         | Logística                                                | Falcon 9         | 21 set 2014, 05:52:03          | 23 set 2014, 13:21 | 25 oct 2014, 12:02 | 31 dies, 22 h, 41 min | 25 oct 2014 |
| 78   | Cygnus CRS Orb-3 - CRS Orb-3                | Estats Units         | Logística                                                | Antares 130      | 28 oct 2014, 22:22:38          | No va arribar a l'òrbita | No va arribar a l'òrbita | No va arribar a l'òrbita | No va arribar a l'òrbita                                                                                        |
| 79   | Progress M-25M - ISS-57P                    | Rússia               | Logística                                                | Soiuz-2.1a       | 29 oct 2014, 07:09:43          | 29 oct 2014, 13:08 | 25 abr 2015, 06:41 | 177 dies, 17 h, 33 min | 26 abr 2015 |
| 80   | SpaceX CRS-5 - CRS SpX-5                    | Estats Units         | Logística                                                | Falcon 9         | 10 gen 2015, 09:47:10          | 12 gen 2015, 13:54 | 10 feb 2015, 17:11 | 29 dies, 3 h, 17 min | 11 feb 2015 |
| 81   | Progress M-26M - ISS-58P                    | Rússia               | Logística                                                | Soiuz-U          | 17 feb 2015, 11:00:17          | 17 feb 2015, 16:57 | 14 ago 2015, 10:19 | 177 dies, 17 h, 22 min | 14 ago 2015 |
| 82   | SpaceX CRS-6 - CRS SpX-6                    | Estats Units         | Logística                                                | Falcon 9         | 14 abr 2015, 20:10:41          | 17 abr 2015, 13:29 | 21 mai 2015, 09:29 | 33 dies, 20 h, 0 min | 21 mai 2015 |
| 83   | Progress M-27M - ISS-59P                    | Rússia               | Logística                                                | Soiuz-2.1a       | 28 abr 2015, 07:09:50          | El control de la nau va fallar abans d'arribar a l'EEI, pèrdua de la missió                                                                                   | El control de la nau va fallar abans d'arribar a l'EEI, pèrdua de la missió                                                                                   | El control de la nau va fallar abans d'arribar a l'EEI, pèrdua de la missió                                                                                   | El control de la nau va fallar abans d'arribar a l'EEI, pèrdua de la missió                                     |
| 84   | SpaceX CRS-7 - CRS SpX-7                    | Estats Units         | Logística, lliurament de l'adaptador d'acoblament IDA-1  | Falcon 9         | 28 jun 2015, 14:21:11          | No va arribar a l'òrbita | No va arribar a l'òrbita | No va arribar a l'òrbita | No va arribar a l'òrbita                                                                                        |
| 85   | Progress M-28M - ISS-60P                    | Rússia               | Logística                                                | Soiuz-U          | 3 jul 2015, 04:55:48           | 5 jul 2015, 07:11 | 19 des 2015, 07:35 | 151 dies, 0h, 24 min | 19 des 2015 |
| 86   | Kounotori 5 - HTV-5                         | Japó                 | Logística                                                | H-IIB            | 19 ago 2015, 11:50:49          | 24 ago 2015, 14:02 | 28 set 2015, 16:53 | 34 dies, 23h, 25 min | 28 set 2015 |
| 87   | Progress M-29M - ISS-61P                    | Rússia               | Logística                                                | Soiuz-U          | 1 oct 2015, 16:49:48           | 1 oct 2015, 22:54 | 30 mar 2016, 14:14 | 171 dies, 15h, 20 min | 8 abr 2016 |
| 88   | Cygnus CRS OA-4 - CRS OA-4                  | Estats Units         | Logística                                                | Atlas V 401      | 6 des 2015, 21:44:57           | 9 des 2015, 14:14 | 19 feb 2016, 12:25 | 71 dies, 22 h, 11 min | 20 feb 2016 |
| 89   | Progress MS-1 - ISS-62P                     | Rússia               | Logística                                                | Soiuz-2.1a       | 21 des 2015, 08:44:39          | 23 des 2015, 10:27 | 3 jul 2016, 03:48 | 192d 17h 21m | 3 jul 2016 |
| 90   | Cygnus CRS OA-6 - CRS OA-6                  | Estats Units         | Logística                                                | Atlas V 401      | 22 mar 2016, 03:05:52          | 26 mar 2016, 14:52 | 14 jun 2016, 11:43 | 79d 20h 51m | 22 jun 2016 |
| 91   | Progress MS-02 - ISS-63P                    | Rússia               | Logística                                                | Soiuz-2.1a       | 31 mar 2016, 16:23:58          | 2 abr 2016, 17:58 | 14 oct 2016, 09:37 | 194d 15h 39m | 14 oct 2016 |
| 92   | SpaceX CRS-8 - CRS SpX-8                    | Estats Units         | Logística                                                | Falcon 9         | 8 abr 2016, 20:43:00           | 10 abr 2016, 13:57 | 11 mai 2016, 13:19 | 30d 23h 22m | 11 mai 2016 |
| 93   | Progress MS-03 - ISS-64P                    | Rússia               | Logística                                                | Soiuz-U          | 16 jul 2016, 21:41:45          | 19 jul 2016, 00:20 | 31 gen 2017, 14:25 | 196d 14h 5m | 31 gen 2017 |
| 94   | SpaceX CRS-9 - CRS SpX-9                    | Estats Units         | Logística, lliurament de l'adaptador d'acoblament IDA-2  | Falcon 9         | 18 jul 2016, 04:45:29          | 20 jul 2016, 13:45 | 26 ago 2016, 10:11 | 36d 20h 26m | 26 ago 2016 |
| 95   | Cygnus CRS OA-5 - CRS OA-5                  | Estats Units         | Logística                                                | Antares 230      | 17 oct 2016, 23:45:40          | 23 oct 2016, 11:28 | 21 nov 2016, 12:35 | 29d 1h 7m | 28 nov 2016 |
| 96   | Progress MS-04 - ISS-65P                    | Rússia               | Logística                                                | Soiuz-U          | 1 des 2016, 14:51:45           | La nau espacial va ser separada de la tercera etapa abans d'arribar a l'òrbita provocant la pèrdua de la missió                                               | La nau espacial va ser separada de la tercera etapa abans d'arribar a l'òrbita provocant la pèrdua de la missió                                               | La nau espacial va ser separada de la tercera etapa abans d'arribar a l'òrbita provocant la pèrdua de la missió                                               | La nau espacial va ser separada de la tercera etapa abans d'arribar a l'òrbita provocant la pèrdua de la missió |
| 97   | Kounotori 6 - HTV-6                         | Japó                 | Logística                                                | H-IIB            | 9 des 2016, 13:26:47           | 13 des 2016, 10:37 | 27 Jan 2017, 15:46 | 45d 5h 9m | 5 feb 2017 |
| 98   | SpaceX CRS-10 - CRS SpX-10                  | Estats Units         | Logística                                                | Falcon 9         | 19 feb 2017, 09:38:58          | 23 feb 2017 13:12 | 19 mar 2017, 09:11 | 23d 19h 59m | 19 mar 2017 |
| 99   | Progress MS-05 - ISS 66P                    | Rússia               | Logística                                                | Soiuz-U          | 22 feb 2017, 05:58:33          | 24 feb 2017 08:30 | 20 jul 2017, 12:00 | 146d 3h 30m | 20 jul 2017 |
| 100  | Cygnus CRS OA-7 - CRS OA-7                  | Estats Units         | Logística                                                | Atlas V 401      | 18 abr 2017, 15:11:26          | 22 abr 2017, 10:16 | 4 jun 2017, 11:05 | 43d 49m | 11 jun 2017 |
| 101  | SpaceX CRS-11 - CRS SpX-11                  | Estats Units         | Logística                                                | Falcon 9         | 3 jun 2017, 21:07:17           | 5 jun 2017, 16:07 | 3 jul 2017, 06:41 | 27d 14h 34m | 3 Jul 2017 |
| 102  | Progress MS-06 - ISS 67P                    | Rússia               | Logística                                                | Soiuz-2.1a       | 14 jun 2017, 09:20:13          | 16 jun 2017, 11:37 | 28 des 2017, 01:03:30 | 194d 13h 26m | 28 des 2017 |
| 103  | SpaceX CRS-12 - CRS SpX-12                  | Estats Units         | Logística                                                | Falcon 9         | 14 ago 2017, 16:31:00          | 16 ago 2017, 10:52 | 17 set 2017, 08:40 | 31d 21h 48m | 17 set 2017 |
| 104  | Progress MS-07 - ISS 68P                    | Rússia               | Logística                                                | Soyuz-2.1a       | 14 oct 2017, 08:47:11          | 16 oct 2017, 00:00 | 28 mar 2018, 13:50 | 163d 13h 50m | 26 abr 2018 |
| 105  | Cygnus CRS OA-8E - CRS OA-8E                | Estats Units         | Logística                                                | Antares 230      | 12 nov 2017, 12:20:26          | 14 nov 2017, 10:04 | 6 des 2017, 13:11 | 22d 3h 7m | 18 des 2017 |
| 106  | SpaceX CRS-13 - CRS SpX-13                  | Estats Units         | Logística                                                | Falcon 9         | 15 des 2017, 15:36:00          | 17 des 2017, 10:57 | 13 gen 2018, 09:58 | 26d 23h 1m | 13 gen 2018 |
| 107  | Progress MS-08 - ISS 69P                    | Rússia               | Logística                                                | Soyuz-2.1a       | 13 feb 2018, 08:13:33          | 15 feb 2018, 10:38 | 23 ago 2018, 02:16 | 188d 15h 38m | 30 ago 2018 |
| 108  | SpaceX CRS-14 - CRS SpX-14                  | Estats Units         | Logística                                                | Falcon 9         | 2 abr 2018, 20:30:38           | 4 abr 2018, 13:00 | 5 mai 2018 13:23 | 31d 23m | 5 mai 2018 |
| 109  | Cygnus CRS OA-9E - CRS OA-9E                | Estats Units         | Logística                                                | Antares 230      | 21 mai 2018, 08:44:06          | 24 mai 2018, 12:13 | 15 jul 2018, 12:37 | 55d 3h 53m | 30 jul 2018 |
| 110  | SpaceX CRS-15 - CRS SpX-15                  | Estats Units         | Logística                                                | Falcon 9         | 29 jun 2018, 09:42:42          | 2 jul 2018, 10:54 | 3 ago 2018, 16:38 | 32d 5h 44m | 3 ago 2018 |
| 111  | Progress MS-09 - ISS 70P                    | Rússia               | Logística                                                | Soyuz-2.1a       | 9 jul 2018, 21:51:33           | 10 jul 2018, 01:31 | 25 gen 2019, 12:55 | 199d 11h 24m | 25 gen 2019 |
| 112  | HTV-7 - HTV-7                               | Japó                 | Logística                                                | H-IIB            | 22 set 2018, 17:52:27          | 27 set 2018, 12:00 | 6 nov 2018, 23:32 | 40d 11h 32m | 10 nov 2018 |
| 113  | Progress MS-10 - ISS 71P                    | Rússia               | Logística                                                | Soyuz-FG         | 16 nov 2018, 18:14:08          | 18 nov 2018, 19:28 | 4 jun 2019, 08:40 | 197d 13h 12m | 4 jun 2019 |
| 114  | Cygnus NG-10 - CRS NG-10E                   | Estats Units         | Logística                                                | Antares 230      | 17 nov 2018, 09:01:31          | 19 nov 2018, 12:31 | 8 feb 2019, 16:16 | 81d 3h 45m | 25 feb 2019 |
| 115  | SpaceX CRS-16 - CRS SpX-16                  | Estats Units         | Logística                                                | Falcon 9 Block 5 | 5 des 2018, 18:16              | 8 des 2018, 15:36 | 13 gen 2019, 23:33 | 36d 7h 57m | 14 gen 2019 |
| 116  | SpaceX Demo-1 - SpX-DM1                     | Estats Units         | Vol de prova                                             | Falcon 9 Block 5 | 2 mar 2019, 07:49              | 3 mar 2019, 10:51 | 8 mar 2019, 07:30 | 4d 20h 39m | 8 mar 2019, 13:45                                                                                               |
| 117  | Progress MS-11 - ISS 72P                    | Rússia               | Logística                                                | Soyuz-2.1a       | 4 abr 2019, 11:01:35           | 4 abr 2019, 14:22 | 29 jul 2019, 10:44 | 115d 23h 43m | 29 jul 2019 |
| 118  | Cygnus NG-11 - CRS NG-11                    | Estats Units         | Logística                                                | Antares 230      | 17 abr 2019, 20:46:07          | 19 abr 2019, 09:28 | 6 ago 2019, 16:15 | 109d 6h 47m | 6 des 2019 |
| 119  | SpaceX CRS-17 - CRS SpX-17                  | Estats Units         | Logística                                                | Falcon 9 Block 5 | 4 mai 2019, 06:48              | 6 mai 2019, 13:33 | 3 jun 2019, 16:01 | 28d 2h 28m | 3 jun 2019 |
| 120  | SpaceX CRS-18 - CRS SpX-18                  | Estats Units         | Logística, lliurament de l'adaptador d'acoblament IDA-3  | Falcon 9 Block 5 | 25 jul 2019, 22:01:56          | 27 jul 2019, 13:11 | 27 ago 2019, 14:59 | 31d 1h 48m | 27 ago 2019 |
| 121  | Progress MS-12 - ISS 73P                    | Rússia               | Logística                                                | Soyuz-2.1a       | 31 jul 2019, 12:10:46          | 31 jul 2019, 15:29 | 29 nov 2019, 10:25 | 120d 18h 56m | 29 nov 2019 |
| 122  | Soyuz MS-14 - ISS 60S                       | Rússia               | Vol de prova                                             | Soyuz-2.1a       | 22 ago 2019, 03:38:32          | 27 ago 2019, 03:08 | 6 set 2019, 18:14 | 10d 15h 6m | 6 set 2019 |
| 123  | HTV-8 - HTV-8                               | Japó                 | Logística                                                | H-IIB            | 24 set 2019, 16:05:05          | 28 set 2019, 14:09 | 1 nov 2019, 17:21 | 34d 3h 12m | 3 nov 2019 |
| 124  | Cygnus NG-12 - CRS NG-12                    | Estats Units         | Logística                                                | Antares 230      | 2 nov 2019, 13:59:47           | 4 nov 2019, 11:21 | 31 gen 2020, 14:36 | 88d 5h 26m | 17 mar 2020 |
| 125  | SpaceX CRS-19 - CRS SpX-19                  | Estats Units         | Logística                                                | Falcon 9 Block 5 | 5 des 2019, 17:29:24           | 8 des 2019, 12:47 | 7 gen 2020, 10:05 | 29d 21h 18m | 7 gen 2020 |
| 126  | Progress MS-13 - ISS 74P                    | Rússia               | Logística                                                | Soyuz-2.1a       | 6 des 2019, 09:34:24           | 9 des 2019, 10:35 | 8 july 2020, 18:22 | 212d 7h 48m | 8 july 2020 |
| 127  | Boeing Orbital Flight Test - Boe-OFT        | Estats Units         | Vol de prova                                             | Atlas V N22      | 20 des 2019, 11:36:43          | Un problema amb el rellotge de temps transcorregut de la missió (MET) va provocar que la nau es cremès en una òrbita incorrecta evitant l'acoblment amb l'EEI | Un problema amb el rellotge de temps transcorregut de la missió (MET) va provocar que la nau es cremès en una òrbita incorrecta evitant l'acoblment amb l'EEI | Un problema amb el rellotge de temps transcorregut de la missió (MET) va provocar que la nau es cremès en una òrbita incorrecta evitant l'acoblment amb l'EEI | 22 des 2019 |
| 128  | Cygnus NG-13 - CRS NG-13                    | Estats Units         | Logística                                                | Antares 230      | 15 feb 2020, 20:21:01          | 18 feb 2020, 11:16 | 11 mai 2020, 16:09 | 83d 4h 53m | 29 mai 2020 |
| 129  | SpaceX CRS-20 - CRS SpX-20                  | Estats Units         | Logística                                                | Falcon 9 Block 5 | 7 mar 2020, 04:52:46           | 9 mar 2020, 10:25 | 7 abr 2020, 13:06 | 29d 2h 41m | 7 abr 2020 |
| 130  | Progress MS-14 - ISS 75P                    | Rússia               | Logística                                                | Soyuz-2.1a       | 25 abr 2020, 01:51:41          | 25 abr 2020, 05:12 | 27 abr 2021, 23:1 | 367d 17h 59m | 29 abr 2021 |
| 131  | HTV-9 - HTV-9                               | Japó                 | Logística                                                | H-IIB            | 20 mai 2020, 17:31:05          | 25 mai 2020, 14:46 | 18 ago 2020, 17:36 | 85d 5h 24m | 20 ago 2020 |
| 132  | Progress MS-15 - ISS 76P                    | Rússia               | Logística                                                | Soyuz-2.1a       | 23 jul 2020, 14:26:21          | 23 jul 2020, 17:45 | 9 feb 2021, 05:21 | 200d 11h 36m | 9 feb 2021 |
| 133  | Cygnus NG-14 - CRS NG-14                    | Estats Units         | Logística                                                | Antares 230      | 3 oct 2020, 01:16:14           | 5 oct 2020, 12:01 | 6 gen 2021, 15:11 | 93d 3h 10m | 26 gen 2021 |
| 134  | SpaceX CRS-21 - CRS SpX-21                  | Estats Units         | Logística, lliurament del mòdul Nanoracks Bishop Airlock | Falcon 9 Block 5 | 6 des 2020, 16:17:46           | 7 des 2020, 18:40 | 12 gen 2021, 14:05 | 35d 19h 25m | 14 gen 2021 |
| 135  | Progress MS-16 - ISS 77P                    | Russia               | Logística                                                | Soyuz-2.1a       | 15 feb 2021, 04:45:06          | 17 feb 2021, 06:27 | 26 Jul 2021, 10:55 (Pirs) | 159d 4h 28m | 26 Jul 2021 (Pirs)                                                                                              |
| 136  | Cygnus NG-15 - CRS NG-15                    | Estats Units         | Logística                                                | Antares 230+     | 20 feb 2021, 17:36:50          | 22 feb 2021, 12:16 | 29 jun 2021, 16:52 | 127d 4h 36m | 2 jul 2021 |
| 137  | SpaceX CRS-22 - CRS SpX-22                  | Estats Units         | Logística                                                | Falcon 9 Block 5 | 3 Jun 2021, 17:29:15           | 5 Jun 2021, 09:09 | 8 Jul 2021, 14:45 | 33d 5h 36m | 10 Jul 2021 |
| 138  | Progress MS-17 - ISS 78P                    | Rússia               | Logística                                                | Soiuz-2.1a       | 29 jun 2021, 23:27:20          | 2 jul 2021, 00:59 | Planificat: 24 nov 2021 (Naüka) | N/D | N/D |
| 139  | Nauka - ISS-3R                              | Rússia               | Mòdul Laboratori Multipropòsit                           | Proton-M         | 21 jul 2021, 14:58             | 29 jul 2021, 13:29 | acoblat a l'EEI | acoblat a l'EEI | acoblat a l'EEI                                                                                                 |
| 139  | Nauka adaptador d'acoblament nadir - ISS-3R | Rússia               | Adaptador d'acoblament passiu del mòdul Nauka            | Proton-M         | 21 jul 2021, 14:58             | 29 jul 2021, 13:29 | Planificat: 24 nov 2021 (Progress MS-17) | N/D | N/D |
| 140  | Cygnus NG-16 - CRS NG-16                    | Estats Units         | Logística                                                | Antares 230+     | 10 ago 2021, 22:01:05          | 12 ago 2021, 10:07 | Planificat: nov 2021 | N/D | N/D |
| 141  | SpaceX CRS-23 - CRS SpX-23                  | Estats Units         | Logística                                                | Falcon 9 Block 5 | 29 ago 2021, 07:14:49          | 30 ago 2021, 14:30 | 30 sep 2021, 13:12 | 30d 22h 42m | 1 oct 2021 |
| 142  | Progress MS-18 - ISS 79P                    | Rússia               | Logística                                                | Soiuz-2.1a       | 28 oct 2021, 00:00:32          | 30 oct 2021, 01:31 | N/D | N/D | N/D |
| Núm. | Nau espacial -Número de vol a l'EEI         | País                 | Missió                                                   | Llançador        | Llançament (UTC)               | Acoblat/Atracat (UTC) † | Desacoblat/Desatracat (UTC) | Duració (Acoblat) | Desorbitat |

^ Per als vehicles que estan amarrats a l'estació pel Space Station Remote Manipulator System (SSRMS) es mostren els temps d'atracada/desatracada. Aquests vehicles romanen físicament connectats a l'estació més temps de l'indicat que el SSRMS pot capturar i alliberar. Alctualment, el HTV japonès i el Dragon d'SpaceX són els únics vehicles visitants que s'acoblen d'aquesta manera. Per a tots els altres vehicles, es mostren els temps d'acoblament i desacoblament.

## Propers vols espacials
Propers vols espacials programats:
| Nau espacial -Número de vol a l'EEI | Missió                | Llançador        | Llançament Programat (UTC) |
| ----------------------------------- | --------------------- | ---------------- | -------------------------- |
| Prichal Progress M-UM -ISS-6R       | Muntatge de l'estació | Soiuz-2.1b       | 24 novembre 2021           |
| SpaceX CRS-24 -CRS SpX-24           | Logística             | Falcon 9 Block 5 | 21 desembre 2021           |
| Progress MS-19 -ISS-80P             | Logística             | Soiuz-2.1a       | 16 febrer 2022             |
| Cygnus NG-17 -CRS NG-17             | Logística             | Antares 230+     | 19 febrer 2022             |
| SpaceX CRS-25 -CRS SpX-25           | Logística             | Falcon 9 Block 5 | maig 2022                  |
| Progress MS-20 -ISS-81P             | Logística             | Soyuz-2.1a       | 3 juny 2022                |
| CST-100 Starliner -Boe-OFT-2        | Vol de prova          | Atlas V N-22     | 2022                       |
| Cygnus NG-18 -CRS NG-18             | Logística             | Antares 230+     | agost 2022                 |
| SpaceX CRS-26 -CRS SpX-26           | Logística             | Falcon 9 Block 5 | setembre 2022              |
| Progress MS-21 -ISS-82P             | Logística             | Soiuz-2.1a       | 26 octubre 2022            |
| SNC Demo-1 -ISS-SNC-1               | Logística             | Vulcan           | 2022                       |